# Gemeindeversammlung

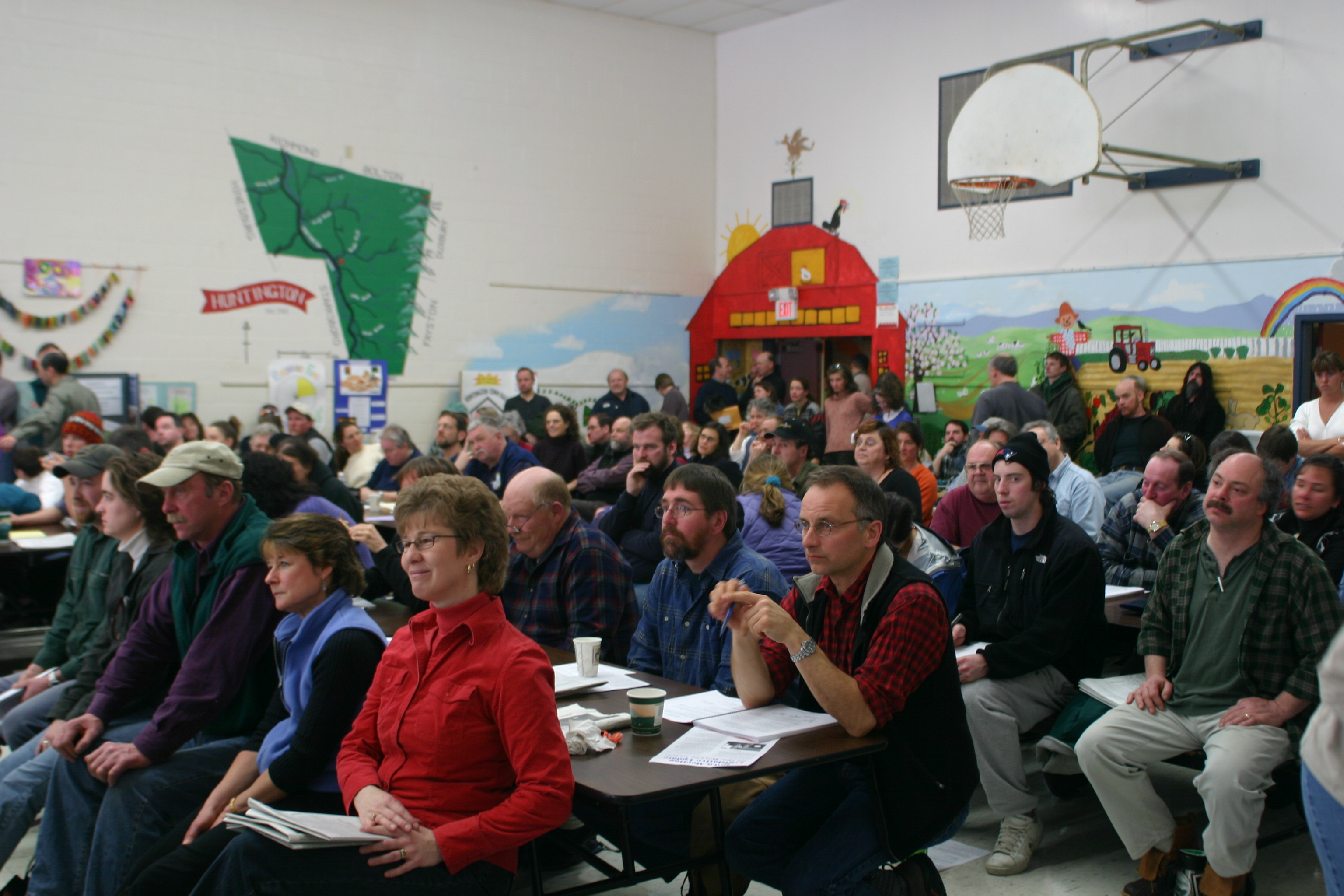
Gemeindeversammlung in Huntington (Vermont)

Eine Gemeindeversammlung ist eine rechtlich geregelte Versammlung in der politischen Gemeinde. In der Schweiz ist sie die unmittelbare Zusammenkunft der stimmberechtigten Bevölkerung und damit ein direktdemokratisches politisches Organ. In Deutschland hat die Gemeindeversammlung grundgesetzlich zwar prinzipiell die gleiche rechtliche Bedeutung, wird in der Praxis jedoch nahezu flächendeckend durch gewählte Vertretungen (Gemeinderäte) ersetzt. In Österreich spielt die Gemeindeversammlung eine untergeordnete Rolle und dient ausschließlich der Erörterung gemeindlicher Angelegenheiten, ohne jedoch irgendwelche Entscheidungsbefugnisse innezuhaben.
Die kommunalpolitisch ausgerichtete Gemeindeversammlung ist nicht zu verwechseln mit der zumeist jährlich stattfindenden Versammlung aller Mitglieder einer katholischen oder evangelischen Kirchengemeinde.

## Deutschland
In Deutschland kann laut Grundgesetz die Gemeindeversammlung an die Stelle einer gewählten Körperschaft treten (Art. 28 Abs. 1 Satz 4 GG). Diese Versammlung – vom Gesetzgeber als „Kann-Bestimmung“ ausgestaltet – entscheidet in einem solchen Fall anstelle einer körperschaftlichen Organisation. Damit können in einem solchen Fall alle Bürger alle Angelegenheiten der Gemeinde direkt bestimmen.
Mit Ausnahme von Schleswig-Holstein haben alle Bundesländer die Gemeindeversammlung zugunsten der Gemeindevertretung ausgeschlossen. In Schleswig-Holstein ist eine Gemeindeversammlung nur in Kleinstgemeinden mit bis 70 Einwohnern zulässig, darüber muss ein Gemeinderat gebildet werden. In Schleswig-Holstein gibt es 2022 etwa 25 Gemeinden mit 70 oder weniger Einwohnern. Aufgrund der sehr begrenzten Praxis gibt es nur wenige Untersuchungen zur Wirkungsweise und dem Funktionieren von Gemeindeversammlungen. Andere direktdemokratische Instrumente auf kommunaler Ebene sind in Deutschland der Einwohnerantrag, das Bürgerbegehren und der Bürgerentscheid.

## Österreich
In Österreich wird unter einer Gemeindeversammlung eine gesetzlich geregelte Form von kommunalpolitischer Versammlung verstanden. Dieses Instrument der formalen Bürgerbeteiligung ist jedoch nur in vier Ländern in der jeweiligen Gemeindeordnung verankert: dem Burgenland, Oberösterreich, Land Salzburg und Tirol. Sie dient vorrangig der öffentlichen Erörterung von Angelegenheiten der Gemeinde, hat jedoch keine unmittelbaren Entscheidungsbefugnisse. Dementsprechend steht die Beteiligung an einer Gemeindeversammlung allen Einwohnern einer Gemeinde offen, nicht bloß der stimmberechtigten Bevölkerung. Eine Gemeindeversammlung kann in aller Regel auch auf Teile der Gemeinde (bspw. ein eingemeindetes Dorf, einen Stadtteil) beschränkt werden. In Salzburg, Tirol und dem Burgenland müssen Gemeindeversammlungen einmal jährlich durchgeführt werden, in Oberösterreich ist sie auf Vorhaben von besonderer Tragweite beschränkt. Im Land Salzburg kann die Gemeindeversammlung zudem durch Unterschrift von 10 v. H. der Gemeindewahlberechtigten anberaumt werden.
Die Länder Kärnten und Wien kennen mit der Bürgerversammlung ein vergleichbares Instrument in der Gemeindeordnung bzw. der Stadtverfassung.

## Schweiz
Die Gemeindeversammlung in der Schweiz ist ein direktdemokratisches Organ in den meisten kleinen politischen Gemeinden. Sie sind insbesondere in den kleineren und mittleren Gemeinden der Deutschschweiz verbreitet; Gemeinden über 10'000 Einwohner verfügen hingegen meistens über ein Gemeindeparlament. Bedeutende Ausnahmen davon sind:
- Rapperswil-Jona, rund 27'000 Einwohner
- Baar, rund 25'000
- Horgen, über 23'000[9]

Kantone mit Gemeindeparlamenten sind nicht unbedingt städtisch geprägt, obwohl die Kantone mit einem Anteil von 100 % Gemeindeversammlungen (Obwalden, Nidwalden, Uri, Schwyz, Glarus) allesamt der Zentralschweiz angehören. So verfügt der Kanton Tessin mehrheitlich über Gemeindeparlamente. Der Kanton Neuenburg und der Kanton Genf verfügen nur über Gemeindeparlamente. Im eher ländlichen Kanton Waadt haben 159 von 309 Gemeinden ein Parlament.

### Gemeindeversammlung
Die Gemeindeversammlung ist die Legislative einer Gemeinde, wobei der Begriff «Legislative» mit Vorsicht anzuwenden ist, da die Gewaltentrennung nur sehr bedingt einem funktionellen Schema von gesetzgebender und vollziehender Tätigkeiten folgt.
Auch Städte mit fast 20'000 Einwohnern besitzen sie zum Teil. Die Landsgemeinde – heute noch in den kleinen Kantonen Appenzell Innerrhoden, mit rund 16'000 Einwohnern, und Glarus, rund 40'000 Einwohner – ist die «grössere Schwester» der Gemeindeversammlung.
Die Stimmberechtigten entscheiden oft noch in der Versammlung («direkt» → direkte Demokratie in der Schweiz, wobei das Referendumsrecht unberührt bleibt). Sie müssen sich in ihrer Entscheidung aber nicht nur auf ein reines «Ja» oder «Nein» zu einer Vorlage beschränken – sie diskutieren die vorgelegten Geschäfte (u. a. das Budget, die Rechnung der Gemeindeverwaltung, Steuerfussänderungen, Bauvorhaben, Nutzungsplanung, Tempo-30-Zonen, Gemeindefusionen), ergänzen, ändern sie ab oder weisen sie zur Überarbeitung zurück. Dieser direkte Austausch trägt zum gegenseitigen Verständnis unterschiedlicher Ansichten und Meinungen bei.
Unterschieden wird zwischen Bürgergemeindeversammlung und Einwohnergemeindeversammlung. An der Bürgergemeindeversammlung ist derjenige teilnahme- und stimmberechtigt, der das Heimatrecht der jeweiligen Land- oder Stadtgemeinde besitzt; an den Einwohnergemeindeversammlung ist die Anforderung das Schweizer Bürgerrecht und der Wohnsitz in der jeweiligen Gemeinde, was im Einwohnerregister verzeichnet wird. In der Schweiz ist der Wohnsitz außerhalb der eigenen Bürgergemeinde nichts außergewöhnliches.
Nicht Stimmberechtigte dürfen der Versammlung zwar beiwohnen, durften bei den Geschäften aber nicht mitentscheiden und müssen sich auf spezielle Plätze begeben (meist in der vordersten Reihe oder auf der Seite), damit es für die Stimmenzähler einfach ist, ihre Hand nicht als Stimme zu zählen, sollte doch jemand (unberechtigterweise) die Hand hochhalten. Sie dürfen auch das Wort nicht verlangen oder ergreifen. Der Gemeinderat hingegen darf jemanden zur Beratung eines Geschäftes beiziehen, der nicht in der Gemeinde stimmberechtigt ist. Es ist üblich, dass Gemeindeangestellte, die nicht in der Gemeinde wohnhaft sind (und somit in einer anderen Gemeinde stimmberechtigt) der Versammlung beiwohnen, wenn Geschäfte ihr Ressort betreffen.
Geleitet wird die Gemeindeversammlung in den meisten Kantonen durch den Gemeindepräsidenten, der zugleich – die personelle Gewaltenteilung wird hier nicht befolgt – Präsident des Gemeinderates, also der Exekutive ist. In einigen Gemeinden im Kanton Bern (zum Beispiel in Kirchberg BE) wird für diese Aufgabe ein spezieller Präsident der Gemeindeversammlung auf eine feste Amtsdauer gewählt.
Die Tradition der Gemeindeversammlungen, der Volksversammlung auf kommunaler Ebene, ist noch heute in der deutschen Schweiz weit verbreitet. Gelegentlich werden feierliche Gemeindeversammlungen als «Landsgemeinden» bezeichnet, so z. B. 2019 in Ennetbaden und in Bergdietikon.
Im Kanton Appenzell Innerrhoden heissen die Gemeindeversammlungen Bezirksgemeinde. Dort sind Bezirke die unterste staatliche Ebene. Die Bezirksgemeinde wählt den Bezirkshauptmann (Gemeindeammann) und Bezirksrat (Gemeindeexekutive), die Vertretung im Grossen Rat und an den Bezirksgerichten. Das Äussere Land (Oberegg) kennt hingegen die Urnenwahl.
Hingegen findet sich im Kanton Schwyz noch ein Bezirk als mittlere staatliche Ebene mit einer Landsgemeinde. Die Bezirksgemeinde nimmt die Wahlen des Bezirksammanns, der Bezirksräte, des Landschreibers vor sowie der Bezirksrichter und befindet über Rechnung und Budget. Sachgeschäfte betreffend die Justiz, die Führung der Sekundarstufe I sowie das Gewässer- und Strassenwesen werden an der Landsgemeinde zwar beraten, aber seit 1984 in geheimer Abstimmung an der Urne entschieden.

#### Versammlung der Korporationen
Wie Landsgemeinden funktionieren auch die Versammlungen der Korporationen, beispielsweise die Talgemeinde der Korporation Urseren oder die Oberallmeindgemeinde der Oberallmeindkorporation Schwyz.

### E-Gemeindeversammlung
Während der Covid-Pandemie kam die Diskussion über E-Gemeindeversammlungen auf.